# Razendel
Razendel (G.; angl. Rivendell, O.1995: Zadnji spokojni dom, O.2021:Globoki dol) ali, kot ga imenujejo vilini, Imladris (dobesedno: Dolina razpoke) je vilinska postojanka v Dvojnem vintgarju v Srednjem svetu, izmišljenem svetu iz del britanskega pisatelja J.R.R. Tolkiena. Ustanovil jo je Elrond v Drugem veku Srednjega sveta (štiri do pet tisoč let pred dogodki v seriji Gospodar prstanov) in ji vladal ves ta čas. Poleg Elronda in njegove družine so tam živeli tudi drugi pomembni Vilini, npr. Glorfindel in Erestor. Nahaja se na robu soteske reke Bruinen in je dobro skrita pred sovražniki.